# Marigny-en-Orxois

Marigny-en-Orxois este o comună în departamentul Ain, Franța. În 1 ianuarie 2022 avea o populație de 527 de locuitori.